# Rhomborhina gestroi
Rhomborhina gestroi är en skalbaggsart som beskrevs av Moser 1903. Rhomborhina gestroi ingår i släktet Rhomborhina och familjen Cetoniidae. Inga underarter finns listade i Catalogue of Life.